# Alessandro Saša Ota
Alessandro Saša Ota (Trieste, 14 luglio 1957 – Mostar, 28 gennaio 1994) è stato un giornalista e fotografo italiano di nazionalità slovena.
Inviato di guerra, è stato ucciso assieme ai colleghi Marco Luchetta e Dario D'Angelo mentre seguiva la guerra in Bosnia ed Erzegovina per la Rai.

## Biografia
Fin da piccolo si appassionò alla fotografia. A 16 anni fece da assistente di un fotografo e imparò anche l'uso della macchina da presa.
Dopo il servizio militare lavorò al giornale economico sloveno Gospodarstvo, poi lavorò per una società specializzata nell'esportazione di macchinari per la lavorazione del legno, viaggiando spesso in Jugoslavia. Si iscrisse alla facoltà di ingegneria dell'Università di Lubiana ma non andò oltre il primo anno.
Nel 1979 venne assunto dalla Rai Friuli Venezia Giulia. Lavorò anche nel cinema (Il seduttore filantropo di Gianni Lepre e di Giulia e Giulia di Peter Del Monte).
Nel 1990 sposò Milenka Rustia, con cui avrà un figlio.
Perfetto conoscitore di sloveno e serbo-croato, seguì per la Rai le elezioni in Bosnia ed Erzegovina nel 1990, le proteste contro Milošević a Belgrado nel 1992, il rifiuto del piano di pace Vance-Owen da parte dell'Assemblea nazionale della Repubblica Serba di Bosnia ed Erzegovina a Pale, che sfociò nelle guerre jugoslave.

### Morte
Il 28 gennaio 1994 si trovava a Mostar assieme ai colleghi Marco Luchetta e Dario D'Angelo per raccontare la tragedia dei bambini vittime della guerra, quando tutti e tre vennero uccisi da una granata. Zlatko, il bambino che stavano intervistando, si salvò protetto dai loro corpi e rimase solo leggermente ferito.
In loro memoria, e in quella di Miran Hrovatin, anche lui triestino, nacque la Fondazione Luchetta Ota D'Angelo Hrovatin, con lo scopo di ospitare bambini vittime della guerra che hanno bisogno di cure mediche, a partire da Zlatko. Nel 2014 ai quattro è stato dedicato un giardino comunale a Trieste.
A Ota è dedicata la sezione del Premio Luchetta per il miglior reportage.